# Rhodamnia uniflora
Rhodamnia uniflora là một loài thực vật có hoa trong Họ Đào kim nương. Loài này được (Ridl.) Burkill miêu tả khoa học đầu tiên năm 1923.